# Петчтай Вонгкамлао
Петчтай Вонгкамлао (เพ็ชรทาย วงษ์คำเหลา; род. 24 июня 1965, провинция Ясотхон) — таиландский актёр, режиссёр, сценарист и комедиант.

## Биография
Впервые Петчтай Вонгкамлао дал о себе знать в составе собственной комедийной группы «Jaturong Mokjok». Обрёл известность после фильма 2003 года Онг Бак, где он сыграл вместе с Тони Джа одну из главных ролей.

## Фильмография

### Режиссёр
- 2004: Телохранитель
- 2005: Привет Ясотон
- 2007: Телохранитель 2
- 2009: Привет Ясотон 2
- 2013: Привет Ясотон 3

### Сценарист
- 2004: Телохранитель

### Актёр
- 2001: Татуировка киллера
- 2003: Онг Бак (องค์บาก)
- 2004: Телохранитель
- 2005: Честь дракона (ต้มยำกุ้ง)
- 2005: Привет Ясотон
- 2005: Полночь — моя любовь
- 2007: Телохранитель 2
- 2008: Онг Бак 2: Непревзойденный (องค์บาก 2)
- 2010: Онг Бак 3 (องค์บาก 3)
- 2011: Пяткой в глаз
- 2011: Задиристая девчонка
- 2013: Честь дракона 2
- 2013: Привет Ясотон 3